# أبو عمر الكردي
أبو عمر الكردي عراقي من أصول كردية، اسمه الحقيقي سامي سعيد علي الجاف (1968-2007)، كان يصنع القنابل لدى جماعة التوحيد والجهاد التي كان يقودها أبو مصعب الزرقاوي.
وطبقاً لمصادر رسمية عراقية وأمريكية فإن الكردي كان من قدامى المجاهدين في أفغانستان، ثم أصبح مسؤول عن التفخيخ وصنع القنابل لدى جماعة الزرقاوي بعد 2003. قيل بأنه كان يستخدم المئات من القنابل المسروقة من مخازن ومخابئ الجيش العراقي السابق لتفخيخ السيارات وصنع القنابل. اٌلقى القبض عليه في بغداد يوم 15 كانون الثاني /يناير (وأعُلن عن ذلك بعد عشرة أيام).
يزعم المحققون بأنه مسؤول عن صنع 75% من السيارات المفخخة، وذلك أبتداً من شهر اب /أغسطس إلى تاريخ القاء القبض عليه، ونسب إليه مسئوليته عن 32 عملية، من بينها تفحير السفارة الأردنية، وتفجير مقر الأمم المتحدة، واغتيال آية الله محمد باقر الحكيم (تفجير النجف 2003)، وتفجير القاعدة الإيطالية في الناصرية، واغتيال عز الدين سليم الرئيس الدوري ل مجلس الحكم العراقي.
وقال المحققون أيضاً أنه كان يخطط لمهاجمة مراكز الاقتراع يوم 30 كانون الثاني/يناير 2005، كما نسب أليع بأنه زّود المحققين بمعلومات مهمة عن تحركات وأماكن اختباء الزرقاوي وطرق الاتصال به. حّكمت عليه محكمة عراقية بالإعدام ونفذ فيه الحكم في أيلول /سبتمبر 2007.